# Nieuwkoop
Nieuwkoop – gmina w Holandii, w prowincji Holandia Południowa.

## Miejscowości
Aardam, Korteraar, Langeraar, De Meije (siedziba gminy), Nieuwveen, Noordeinde, Noorden, Noordse Dorp, Papenveer, Ter Aar, Vrouwenakker, Woerdense Verlaat, Zevenhoven.